# Блексбург (Південна Кароліна)
Блексбург (англ. Blacksburg) — місто (англ. town) в США, в окрузі Черокі штату Південна Кароліна. Населення — 1889 осіб (2020).

## Географія
Блексбург розташований за координатами 35°7′20″ пн. ш. 81°31′5″ зх. д. / 35.12222° пн. ш. 81.51806° зх. д. (35.122091, -81.518117).  За даними Бюро перепису населення США в 2010 році місто мало площу 4,85 км², уся площа — суходіл.

## Демографія
Згідно з переписом 2010 року, у місті мешкало 1848 осіб у 747 домогосподарствах у складі 498 родин. Густота населення становила 381 особа/км².  Було 877 помешкань (181/км²).
Расовий склад населення:
| - 74,5 % — білих - 21,4 % — чорних або афроамериканців - 0,5 % — азіатів - 0,4 % — корінних американців - 0,1 % — вихідців з тихоокеанських островів |

До двох чи більше рас належало 2,5 %. Частка іспаномовних становила 1,0 % від усіх жителів.
За віковим діапазоном населення розподілялося таким чином: 28,5 % — особи молодші 18 років, 57,8 % — особи у віці 18—64 років, 13,7 % — особи у віці 65 років та старші. Медіана віку мешканця становила 35,1 року. На 100 осіб жіночої статі у місті припадало 81,2 чоловіків;  на 100 жінок у віці від 18 років та старших — 70,1 чоловіків також старших 18 років.
Середній дохід на одне домашнє господарство  становив 35 667 доларів США (медіана — 25 083), а середній дохід на одну сім'ю — 41 724 долари (медіана — 27 199). Медіана доходів становила 42 212 долари для чоловіків та 28 152 долари для жінок. За межею бідності перебувало 40,6 % осіб, у тому числі 54,3 % дітей у віці до 18 років та 32,5 % осіб у віці 65 років та старших.
Цивільне працевлаштоване населення становило 621 особа. Основні галузі зайнятості: роздрібна торгівля — 21,9 %, виробництво — 21,9 %, мистецтво, розваги та відпочинок — 15,1 %, освіта, охорона здоров'я та соціальна допомога — 12,4 %.